# Olof Löwendal
Olof Löwendal, född 14 november 1774 i Vreta klosters församling, Östergötlands län, död 29 juli 1844 i Tingstads församling, Östergötlands län, var en svensk präst.

## Biografi
Löwendal föddes 1774 på Sjögestad i Vreta klosters församling. Han var son till gästgivaren Johan Löwendal och Christina Östlund. Löwendal blev höstterminen 1795 student vid Uppsala universitet och prästvigdes 2 februari 1801. Han blev 8 maj 1811 komminister i Tidersrums församling, tillträde 1813 och 12 april 1820 komminister i Vreta klosters församling, tillträde 1822. Löwendal avlade pastoralexamen 17 mars 1813 och blev vice pastor 4 augusti 1826. Han blev 14 juli 1828 kyrkoherde i Tingstads församling, med tillträde 1829, och han blev 29 maj 1844 prost. Löwendal avled 1844 i Tingstads församling.
Löwendal var opponent vid prästmötet 1820.

### Familj
Löwendal gifte sig 1 april 1810 med Eva Anna Charlotta Lutteman (1786–1857). Hon var dotter till kyrkoherden Johan Lutteman och Catharina Charlotta Rudberg i Sankt Olai församling, Norrköping. De fick tillsammans barnen kyrkoherden Johan Julius Löwendal i Västra Stenby församling, Molly Löwendal (1813–1827), Olof Henric Löwendal (född 1815), Sophia Charlotta Löwendal (1817–1821), Carl Martin Löwendal (född 1818), August Ferdinand LÖwendal (född 1820), Robert Löwendal (född 1822), prästen Josef Emanuel Löwendal, Marcus Löwendal (född 1826) och Sophia Constantia Löwendal (född 1826).